# Scytodes affinis
Scytodes affinis là một loài nhện trong họ Scytodidae.
Loài này thuộc chi Scytodes. Scytodes affinis được Wladislaus Kulczynski miêu tả năm 1901.